# 24-Stunden-Rennen von Le Mans 1928

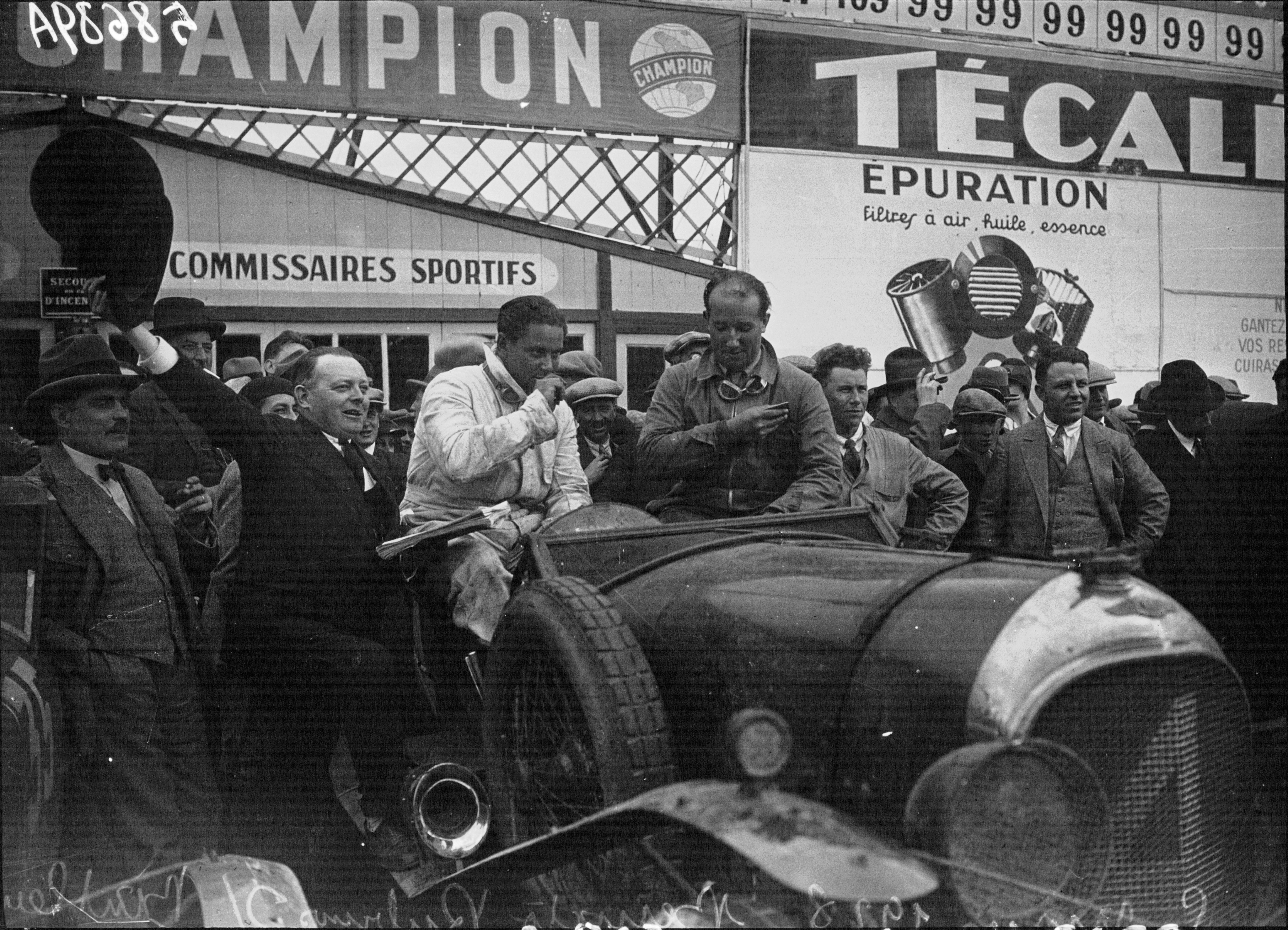
Die Sieger Woolf Barnato und Bernard Rubin

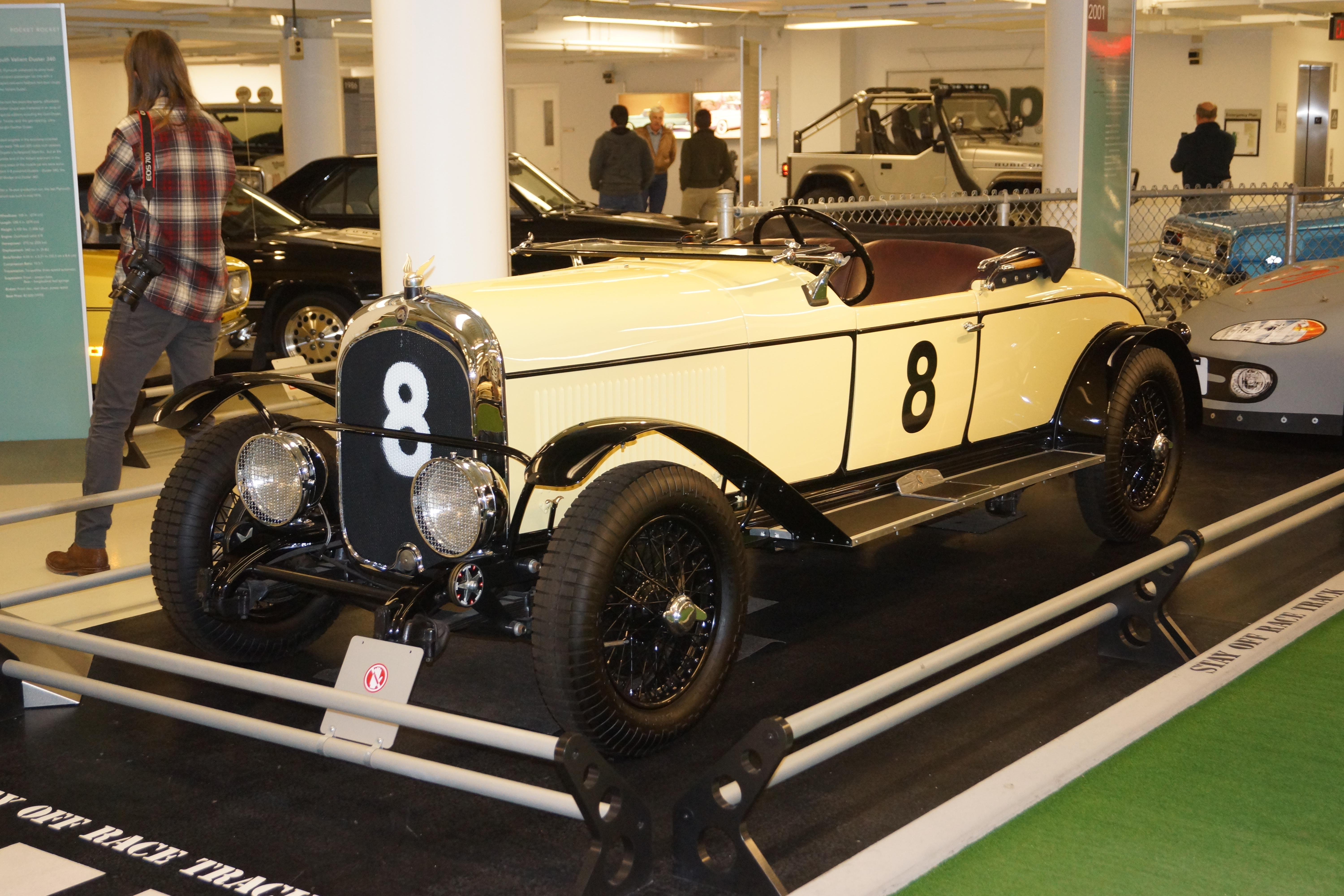
Der drittplatzierte Chrysler 72 Six von Henri Stoffel und André Rossignol

Das sechste 24-Stunden-Rennen von Le Mans, der 6e Grand Prix d’Endurance les 24 Heures du Mans, auch Sixiemes Grand Prix d'Endurance les 24 Heures du Mans, Circuit Permanenthe de la Sarthe, fand vom 16. bis 17. Juni 1928 auf dem Circuit des 24 Heures bei Le Mans in Nordwestfrankreich statt.

## Das Rennen
Der auf dramatische Weise zustande gekommene Gesamtsieg des Bentley-Teams Sammy Davis und Dudley Benjafield im Vorjahr hatte zur Folge, dass sich weit mehr britische Rennmannschaften für das Rennen interessierten als die Jahre zuvor. Neben der Bentley-Werksmannschaft waren erstmals Lagonda und Aston Martin mit Werkswagen vertreten. Zum zweiten Mal kamen auch Fahrzeuge aus den USA an die Sarthe. Chrysler schickte zwei 72 six nach Europa, die von der französischen Vertretung eingesetzt wurden. Das Steuer des Wagens mit der Nummer sieben teilte sich das rumänische Cantacuzino-Prinzenpaar. Den Wagen mit der Nummer acht fuhren André Rossignol und Henri Stoffel. Auch aus den USA kam ein mächtiger 4,9-Liter-Stutz, der von Charles Weymann vorbereitet wurde. Am Steuer saßen der Sieger von 1926, Robert Bloch, und sein Landsmann Édouard Brisson. Die französischen Teams konzentrierten sich vor allem auf die kleinen Rennklassen.
Das Rennen war von Beginn an ein Dreikampf zwischen Bentley, Chrysler und Stutz. Unterschiedliche Teams lösten sich an der Spitze ab, und mehrmals wurde der Rundenrekord gebrochen. Nur drei Runden konnte der Ariès, der hubraumstärkste französische Wagen, mithalten, dann fiel das Team mit Kolbenschaden aus. Sir Henry Birkin hatte einen Reifenschaden und verlor mehr als drei Stunden und damit jede Chance auf den Sieg. In der Nacht führte der Stutz, der aber am Sonntagvormittag von Problemen mit dem Getriebe geplagt wurde. Während der Birkin/Chassagne-Bentley durch eine große Aufholjagd glänzte, kollidierten beide Lagondas in der Mulsanne und fielen aus.
Erst beim letzten Tankstopp konnte Woolf Barnato den führenden Stutz überholen, war aber selbst in großen Schwierigkeiten. Das Chassis des Bentley war gebrochen und Barnato konnte nur mehr in langsamer Fahrt um die Strecke rollen. Seinen Sieg rettete der Umstand, dass Brisson im Stutz nurmehr mit einem Gang fuhr und nicht mehr aufholen konnte. So siegte Barnato mit nur einer halben Runde Vorsprung, und Bentley konnte den dritten Gesamtsieg feiern.

## Ergebnisse

### Piloten nach Nationen
| 42 Franzosen | 18 Briten   | 2 Rumänen | 1 Argentinier | 1 Belgier |
| 1 Italiener  | 1 Monegasse |           |               |           |

### Schlussklassement
| Pos.            | Klasse | Nr. | Team                                                | Fahrer                                            | Chassis                          | Motor                | Reifen | Runden |
| --------------- | ------ | --- | --------------------------------------------------- | ------------------------------------------------- | -------------------------------- | -------------------- | ------ | ------ |
| 1               | 5.0    | 4   | Bentley Motors Ltd.                                 | Woolf Barnato Bernard Rubin                       | Bentley 4 ½ Litre Old Mother Gun | Bentley 4.4L I6      | D      | 155    |
| 2               | 5.0    | 1   | Société de Carrosserie Weymann                      | Édouard Brisson Robert Bloch                      | Stutz DV16 Blackhawk             | Stutz 4.9L I8        | D      | 154    |
| 3               | 5.0    | 8   | Grand Garage Saint-Didier Paris                     | Henri Stoffel André Rossignol                     | Chrysler 72 Six                  | Chrysler 4.1L I6     | D      | 144    |
| 4               | 5.0    | 7   | Grand Garage Saint-Didier Paris                     | Ioan Ghyka Cantacuzene Gheorghe Ghyka Cantacuzene | Chrysler 72 Six                  | Chrysler 4.1L I6     | D      | 140    |
| 5               | 5.0    | 3   | Bentley Motors Ltd.                                 | Sir Henry Birkin Jean Chassagne                   | Bentley 4 ½ Litre                | Bentley 4.4L I6      | D      | 135    |
| 6               | 1.5    | 27  | Alvis Car and Engineering Company                   | Major Maurice Harvey Harold Purdy                 | Alvis FA12/50                    | Alvis 1.5L I4        | D      | 132    |
| 7               | 1.1    | 32  | Bollack Netter et Cie                               | Michel Doré Jean Treunet                          | BNC Type H Monza                 | Ruby 1.1L I4         | D      | 131    |
| 8               | 2.0    | 12  | Fabbrica Automobili Itala                           | Robert Benoist Christian Dauvergne                | Itala Tipo 65 S                  | Itala 2.0L I6        | D      | 131    |
| 9               | 1.5    | 28  | Alvis Car and Engineering Company                   | Sammy Davis William Urquhart-Dykes                | Alvis FA12/50                    | Alvis 1.5L I4        | D      | 130    |
| 10              | 1.1    | 35  | Société des Moteurs Salmson                         | Georges Casse André Rousseau                      | Salmson GS                       | Salmson 1.1L I4      | D      | 128    |
| 11              | 2.0    | 16  | Lagonda Motor Company                               | André d’Erlanger Douglas Hawkes                   | Lagonda OH 2 Litre Speed         | Lagonda 2.0L I4      | D      | 126    |
| 12              | 1.5    | 29  | SA des Automobiles Tracta                           | Maurice Benoist Louis Balart                      | Tracta Type A                    | S.C.A.P. 1.5L I4     | D      | 119    |
| 13              | 1.1    | 37  | Automobiles Lombard SA                              | Lucien Desvaux Pierre Goutte                      | Lombard AL3 Grand Air Sport      | Lombard 1.1L I4      | E      | 117    |
| 14              | 1.1    | 36  | Etablissements Henri Precioux                       | Guy Bouriat Pierre Bussienne                      | E.H.P. Type DU                   | C.I.M.E. 1.1L I6     | D      | 116    |
| 15              | 2.0    | 19  | Société des Applications à Refroidissements par Air | Gaston Duval Gaston Mottet                        | S.A.R.A. SP7                     | S.A.R.A. 1.8L I6     | E      | 115    |
| 16              | 1.1    | 31  | SA des Automobiles Tracta                           | Roger Bourcier Hector Vasena                      | Tracta Gephi                     | S.C.A.P. 1.1L I4     | BF     | 110    |
| 17              | 1.1    | 42  | SA des Automobiles Tracta                           | Jean-Albert Grégoire Fernand Vallon               | Tracta Type A                    | S.C.A.P. 1.1L I4     | D      | 108    |
| Disqualifiziert |        |     |                                                     |                                                   |                                  |                      |        |        |
| 18              | 5.0    | 5   | Grand Garage Saint-Didier Paris                     | Cyril de Vère Louis Chiron                        | Chrysler 72 Six                  | Chrysler 4.1L I6     | D      | 66     |
| 19              | 1.5    | 21  | Automobiles Luart-Poniatowski-Hougardy Ingenieurs   | Henri de Costier Sosthènes de la Rochefoucauld    | Alphi LM                         | C.I.M.E. 1.5L I4     | D      | 45     |
| 20              | 1.1    | 30  | Société des Moteurs Salmson                         | Julien Hasley Albert Perrot                       | Salmson GS                       | Salmson 1.1L I4      | D      | 30     |
| 21              | 2.0    | 20  | Société des Applications à Refroidissements par Air | Emile Maret Gonzaque Lécureul                     | S.A.R.A. SP7                     | S.A.R.A. 1.8L I6     | E      | 25     |
| Ausgefallen     |        |     |                                                     |                                                   |                                  |                      |        |        |
| 22              | 1.5    | 24  | Société des Construction Automobile Parisienne      | Henri Guibert André Lefèbvre                      | S.C.A.P. Type O                  | S.C.A.P. 1.5L I4     | D      | 95     |
| 23              | 1.1    | 39  | Société des Construction Automobile Parisienne      | Lucien Lemesle Henri Godard                       | S.C.A.P. Type M                  | S.C.A.P. 1.1L I4     | D      | 91     |
| 24              | 1.5    | 26  | Aston Martin Ltd.                                   | Jack Bezzant Cyril Paul                           | Aston Martin International       | Aston Martin 1.5L I4 | D      | 82     |
| 25              | 5.0    | 2   | Bentley Motors Ltd.                                 | Dudley Benjafield Frank Clement                   | Bentley 4 ½ Litre                | Bentley 4.4L I6      | D      | 71     |
| 26              | 1.1    | 41  | Société des Automobile Ariès                        | Fernand Gabriel Louis Paris                       | Ariès CC4                        | Ariès 1.1L I4        | D      | 51     |
| 27              | 2.0    | 14  | Fabbrica Automobili Itala                           | Louis Charavel Christian Charier                  | Itala Tipo 65 S                  | Itala 2.0L I6        | D      | 50     |
| 28              | 1.5    | 25  | Aston Martin Ltd.                                   | Augustus Bertelli Capt. George E. T. Eyston       | Aston Martin International       | Aston Martin 1.5L I4 | D      | 32     |
| 29              | 2.0    | 18  | Lagonda Motor Company                               | Capt. R. Clive Gallop Major E. J. Hays            | Lagonda OH 2-Litre Speed         | Lagonda 2.0L I4      | D      | 23     |
| 30              | 1.1    | 40  | Société des Automobile Ariès                        | Arthur Duray Roger Delano                         | Ariès CC4                        | Ariès 1.1L I4        | D      | 22     |
| 31              | 2.0    | 15  | Lagonda Motor Company                               | Sir Francis Samuelson Frank King                  | Lagonda OH 2-Litre Speed         | Lagonda 2.0L I4      | D      | 13     |
| 32              | 5.0    | 6   | Grand Garage Saint-Didier Paris                     | Goffredo Zehender Jacques Ledure                  | Chrysler 72 Six                  | Chrysler 4.1L I6     | D      | 5      |
| 33              | 3.0    | 9   | Société des Automobile Ariès                        | Robert Laly Louis Rigal                           | Ariès Type S GP2 Surbaisée       | Ariès 3.0L I4        | D      | 3      |
| Nicht gestartet |        |     |                                                     |                                                   |                                  |                      |        |        |
| 34              | 2.0    | 17  | Lagonda Motor Company                               | Berd Hammond E. J. Hays Wal Handley               | Lagonda OH 2-Litre Speed         | Lagonda 2.0L I4      | D      | 1      |
| 35              | 5.0    |     | Bentley Motors Ltd.                                 |                                                   | Bentley 4 ½ Litre                | Bentley 4.4L I6      | D      | 2      |

1 Nicht gestartet
2 Ersatzwagen

### Nur in der Meldeliste
Hier finden sich Teams, Fahrer und Fahrzeuge die ursprünglich für das Rennen gemeldet waren, aber aus den unterschiedlichsten Gründen daran nicht teilnahmen.
| Pos. | Klasse | Nr. | Team                                           | Fahrer                                      | Chassis                     | Motor                | Reifen |
| ---- | ------ | --- | ---------------------------------------------- | ------------------------------------------- | --------------------------- | -------------------- | ------ |
| 36   | 1.5    | 22  | D. M. K. Marendaz Limited                      | Donald Marendaz P. L. Densham               | Marendaz Special 11/55      | Anzani 1.5L I4       | D      |
| 37   | 1.1    |     | Société des Automobile Ariès                   |                                             | Ariès CC4                   | Ariès 1.1L I4        | D      |
| 38   | 3.0    | 10  | Société des Automobile Ariès                   |                                             | Ariès Type S GP3            | Ariès 3.0L I4        | D      |
| 39   | 1.5    |     | Aston Martin Ltd.                              |                                             | Aston Martin International  | Aston Martin 1.5L I4 | D      |
| 40   | 1.5    | 11  | Boris Iwanowski                                | Boris Iwanowski Attilio Marinoni Rachevsky  | Alfa Romeo 6C 1500          | Alfa Romeo 1.5L I6   | P      |
| 41   | 1.1    | 38  | Automobiles Lombard SA                         |                                             | Lombard AL3 Grand Air Sport | Lombard 1.1L I4      | E      |
| 42   | 1.1    |     | Automobiles Lombard SA                         |                                             | Lombard AL3 Grand Air Sport | Lombard 1.1L I4      | E      |
| 43   | 1.1    |     | Automobiles Lombard SA                         |                                             | Lombard AL3 Grand Air Sport | Lombard 1.1L I4      | E      |
| 44   | 1.1    |     | Automobiles Lombard SA                         |                                             | Lombard AL3 Grand Air Sport | Lombard 1.1L I4      | E      |
| 45   | 1.1    |     | Automobiles Lombard SA                         |                                             | Lombard AL3 Grand Air Sport | Lombard 1.1L I4      | E      |
| 46   | 1.1    | 33  | Cyclecars D’Yrsan                              | Simas Ego                                   | D’Yrsan Grand Sport         | Ruby 1.1L I4         | M      |
| 47   | 1.1    | 34  | Cyclecars D’Yrsan                              | Marquis Raymond Siran de Caranac de Souassy | D’Yrsan Grand Sport         | Ruby 1.1L I4         | M      |
| 48   | 1.1    | 23  | Société des Construction Automobile Parisienne |                                             | S.C.A.P. Type O             | S.C.A.P. 1.5L I4     | D      |
| 49   | 750    | 43  | Gordon England                                 |                                             | Austin 7                    | Austin 0.7L I4       | D      |

### Rudge-Whitworth-Biennale-Cup
| Pos. | Nr. | Fahrer                              | Chassis        | Koeffizient | Platzierung im Gesamtklassement |
| ---- | --- | ----------------------------------- | -------------- | ----------- | ------------------------------- |
| 1    | 35  | Georges Casse André Rousseau        | Salmson GS     | 1.300       | Rang 10                         |
| 2    | 36  | Guy Bouriat Pierre Bussienne        | E.H.P. Type DU | 1.177       | Rang 14                         |
| 3    | 42  | Jean-Albert Grégoire Fernand Vallon | Tracta Type A  | 1.103       | Rang 17                         |
| 4    | 19  | Gaston Duval Gaston Mottet          | S.A.R.A. SP7   | 1.100       | Rang 15                         |

### Prix le Saint-Didier – Index of Performance
| Pos. | Nr. | Fahrer                              | Chassis                     | Koeffizient | Platzierung im Gesamtklassement |
| ---- | --- | ----------------------------------- | --------------------------- | ----------- | ------------------------------- |
| 1    | 32  | Michel Doré Jean Treunet            | BNC Type H Monza            | 1.333       | Rang 7                          |
| 2    | 35  | Georges Casse André Rousseau        | Salmson GS                  | 1.300       | Rang 10                         |
| 3    | 27  | Maurice Harvey Harold Purdy         | Alvis FA12/50               | 1.189       | Rang 6                          |
| 4    | 37  | Lucien Desvaux Pierre Goutte        | Lombard AL3 Grand Air Sport | 1.182       | Rang 13                         |
| 5    | 36  | Guy Bouriat Pierre Bussienne        | E.H.P. Type DU              | 1.177       | Rang 14                         |
| 6    | 28  | Sammy Davis William Urquhart-Dykes  | Alvis FA12/50               | 1.171       | Rang 9                          |
| 7    | 4   | Woolf Barnato Bernard Rubin         | Bentley 4 ½ Litre           | 1.148       | Gesamtsieg                      |
| 8    | 1   | Édouard Brisson Robert Bloch        | Stutz DV16 Blackhawk        | 1.132       | Rang 2                          |
| 9    | 31  | Roger Bourcier Hector Vasena        | Tracta Gephi                | 1.111       | Rang 16                         |
| 10   | 42  | Jean-Albert Grégoire Fernand Vallon | Tracta Type A               | 1.103       | Rang 17                         |

### Klassensieger
| Klasse                                      | Fahrer               | Fahrer              | Fahrzeug          | Platzierung im Gesamtklassement |
| ------------------------------------------- | -------------------- | ------------------- | ----------------- | ------------------------------- |
| 4. Biennale Cup                             | George Casse         | André Rousseau      | Salmson GS        | Rang 10                         |
| Prix le Saint-Didier – Index of Performance | Michel Doré          | Jean Treunet        | BNC Type H Monza  | Rang 7                          |
| 3000–5000 cm³                               | Woolf Barnato        | Bernard Rubin       | Bentley 4 ½ Litre | Gesamtsieg                      |
| 1500–2000 cm³                               | Robert Benoist       | Christian Dauvergne | Itala Tipo 65 S   | Rang 8                          |
| 1101–1500 cm³                               | Major Maurice Harvey | Harold Purdy        | Alvis FA12/50     | Rang 6                          |
| 750–1100 cm³                                | Michel Doré          | Jean Treunet        | BNC Type H Monza  | Rang 7                          |

### Renndaten
- Gemeldet: 49
- Gestartet: 33
- Gewertet: 17
- Rennklassen: 6
- Zuschauer: unbekannt
- Ehrenstarter des Rennens: unbekannt
- Wetter am Rennwochenende: trocken
- Streckenlänge: 17,262 km
- Fahrzeit des Siegerteams: 24:00:00,000 Stunden
- Gesamtrunden des Siegerteams: 155
- Gesamtdistanz des Siegerteams: 2669,272 km
- Siegerschnitt: 111,220 km/h
- Pole Position: unbekannt
- Schnellste Rennrunde: Sir Henry Birkin – Bentley 4 ½ Litre (#3) – 8:07,000 = 127,604 km/h
- Rennserie: zählte zu keiner Rennserie